# دن گرینبوم
دن گرینبوم (انگلیسی: Dan Greenbaum؛ زادهٔ march ۱۲, ۱۹۶۹ (۵۶ سال)) بازیکن والیبال اهل ایالات متحده آمریکا است.